# 女人心
《女人心》是1985年上映的一部香港愛情電影，由周潤發、繆騫人、鍾楚紅主演，三人是繼電影《胡越的故事》後再度合作，也為導演關錦鵬的電影處女作。
電影講述一對現代男女在離離合合下的感情風波，訴說他們離不開婚姻也捨不得自由的矛盾心態。本片是香港新浪潮的代表作之一，入圍第22屆金馬獎及第5屆香港電影金像獎共十項提名。

## 劇情大綱
寶兒（繆騫人 飾）和戴歷（周潤發	飾）結婚八年，育有一子。寶兒某天發現了戴歷與沙妞（鍾楚紅 飾）的婚外情，決心訴請離婚。樂得如此的戴歷開始與沙妞正式同居，才漸漸發現對寶兒念念不忘。此時，戴歷又斷了與沙妞的關係，想要與寶兒重修舊好，沙妞得知後情緒失控，威脅要自殺。後來夫妻倆雖然復合，但卻依然風波蕩漾……

## 演員
| 演員   | 角色                    |
| 周潤發 | 戴歷／Derek（台：子威） |
| 繆騫人 | 寶兒                    |
| 鍾楚紅 | 沙妞                    |
| 任喜寶 | June                    |
| 李琳琳 | Sam                     |
| 李默   | 李何嫦娥                |
| 張燕君 | Terry                   |
| 金燕玲 | 朱琳琳                  |
| 曾志偉 | 邱福生                  |

## 電影歌曲
| 曲別   | 歌曲           | 作曲   | 作詞   | 編曲   | 演唱   |
| ------ | -------------- | ------ | ------ | ------ | ------ |
| 主題曲 | 〈只想擁有你〉 | 林敏怡 | 林敏驄 | 林敏怡 | 葉蒨文 |

## 獎項
| 年份 | 頒獎典禮            | 獎項         | 獲提名         | 結果 |
| ---- | ------------------- | ------------ | -------------- | ---- |
| 1985 | 第22屆金馬獎        | 最佳女主角   | 繆騫人         | 提名 |
| 1986 | 第5屆香港電影金像獎 | 最佳電影     |                | 提名 |
| 1986 | 第5屆香港電影金像獎 | 最佳導演     | 關錦鵬         | 提名 |
| 1986 | 第5屆香港電影金像獎 | 最佳編劇     | 邱戴安平、黎傑 | 提名 |
| 1986 | 第5屆香港電影金像獎 | 最佳男主角   | 周潤發         | 提名 |
| 1986 | 第5屆香港電影金像獎 | 最佳女主角   | 繆騫人         | 提名 |
| 1986 | 第5屆香港電影金像獎 | 最佳女配角   | 金燕玲         | 提名 |
| 1986 | 第5屆香港電影金像獎 | 最佳攝影     | 黃仲標         | 提名 |
| 1986 | 第5屆香港電影金像獎 | 最佳美術指導 | 區丁平         | 提名 |
| 1986 | 第5屆香港電影金像獎 | 最佳音樂     | 羅永暉         | 提名 |
| 1986 | 第5屆香港電影金像獎 | 十大華語片   |                | 獲獎 |

## 外部連結
- 香港影庫上《女人心》的資料（繁體中文）
- 開眼電影網上《女人心》的資料（繁體中文）
- 时光网上《女人心》的資料（简体中文）
- 豆瓣电影上《女人心》的資料 （简体中文）
- 爛番茄上《女人心》的資料（英文）
- AllMovie上《女人心》的资料（英文）
- 互联网电影数据库（IMDb）上《女人心》的资料（英文）